# Zwartoorlooftiran
De zwartoorlooftiran (Pogonotriccus ophthalmicus; synoniem: Phylloscartes ophthalmicus) is een zangvogel uit de familie Tyrannidae (tirannen).

## Verspreiding en leefgebied
Deze soort komt voor van Venezuela tot Bolivia en telt drie ondersoorten:
- P. o. ophthalmicus: van Colombia en noordwestelijk Venezuela tot oostelijk Ecuador en noordelijk Peru.
- P. o. ottonis: zuidoostelijk Peru en westelijk Bolivia.
- P. o. purus: noordelijk Venezuela.

## Status
De grootte van de populatie is niet gekwantificeerd maar de soort wordt omschreven als vrij algemeen. Op de Rode lijst van de IUCN heeft deze soort de status niet bedreigd.